# Gotthold Sabel

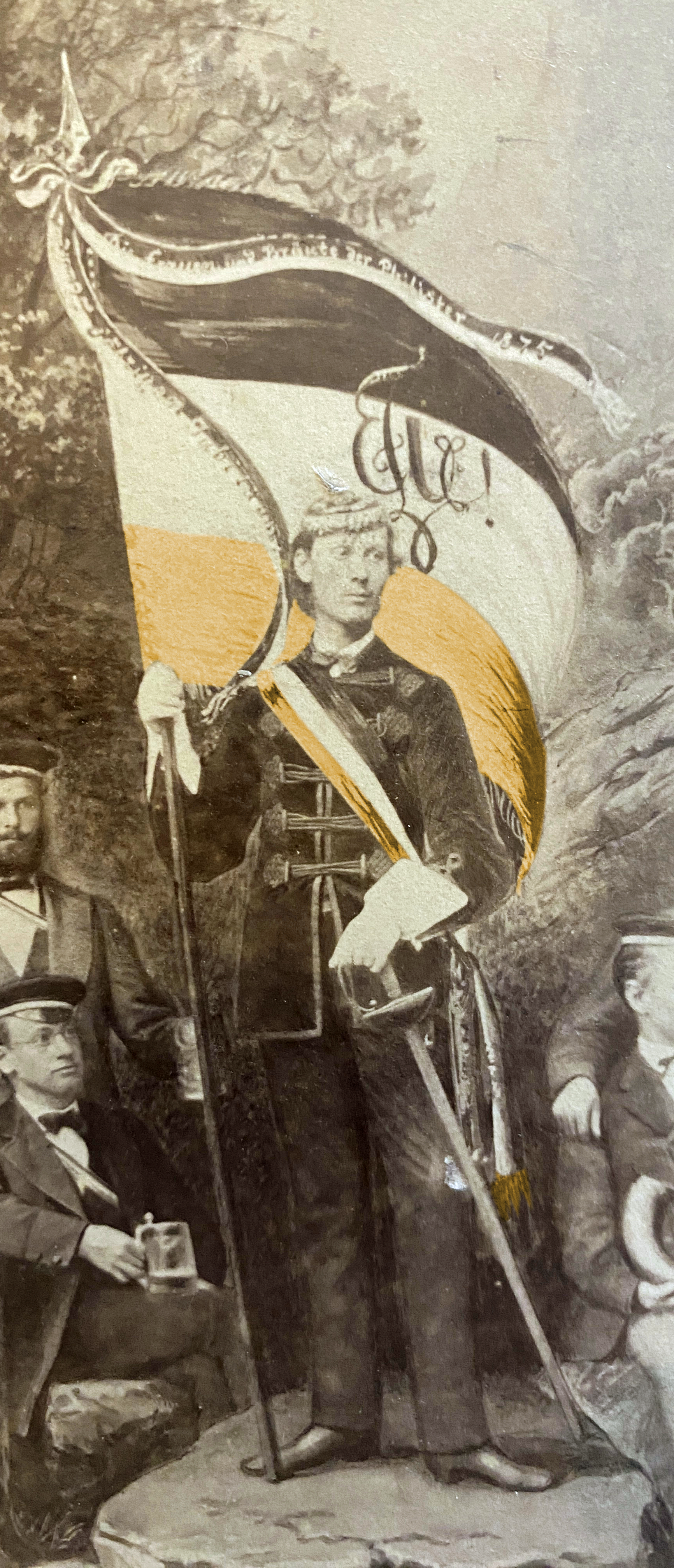
Sabel als Student

Gotthold Sabel (* 12. Juni 1852 in Waldangelloch; † 11. Februar 1909 in  Bamberg) war ein deutscher Pädagoge, Kirchenrat und Heraldiker.

## Leben

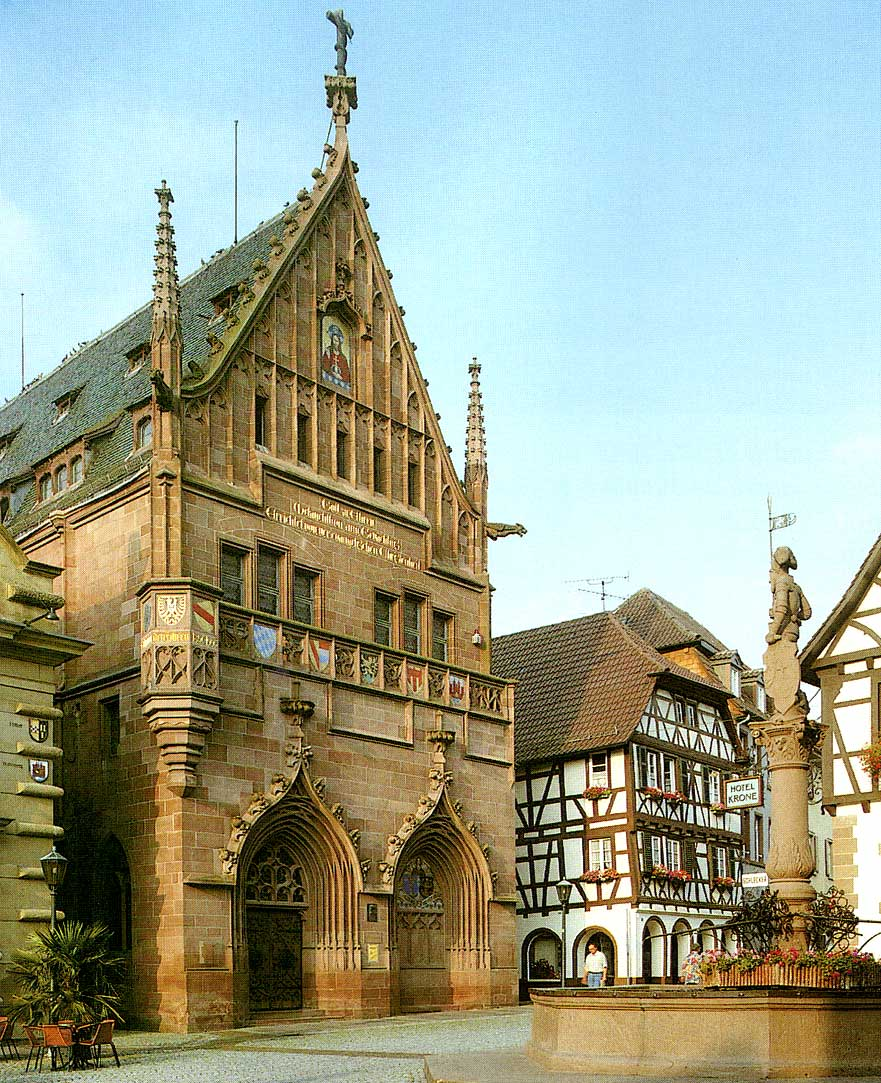
Melanchthonhaus in Bretten, Zustand 2005

Philipp August Gotthold Sabel entstammt einer badischen Pfarrersfamilie. Sein Großvater Johann Philipp Sabel war als Dekan in Heidelberg, sein Vater Ludwig Adolf Sabel als Pfarrer in seinem Geburtsort Waldangelloch (Großherzoglich-Badisches Bezirksamt Bretten) tätig. Nach dem Abitur in Stuttgart im Jahr 1872 studierte Sabel bis 1876 an der Universität Erlangen evangelische Theologie. Nach der Tätigkeit als Vikar in Kleinheubach trat er auf eigenen Antrag an das zuständige Konsistorium im Jahr 1878 in den Dienst der bayerischen Landeskirche ein. Er erhielt im Jahr 1879 die bayerische Staatsangehörigkeit und war im Anschluss als Pfarrverweser in Amberg und Vohenstrauß tätig. Nach erfolgreicher Anstellungsprüfung übertrug ihm das Kgl. bayerische Staatsministerium des Innern für Kirchen- und Schulangelegenheiten die Funktion eines evangelischen Religionslehrers in der Lehrerbildungsanstalt und der kgl. Studienanstalt in Bamberg. Ab dem Jahr 1890 unterrichtete Sabel auch am dortigen, neu gegründeten Neuen Gymnasium. 1907/1908 wurde er zum Königlich-Bayerischen Kirchenrat befördert. Am 11. Februar 1909 verstarb Sabel an den Folgen eines Schlaganfalls.

## Wirken

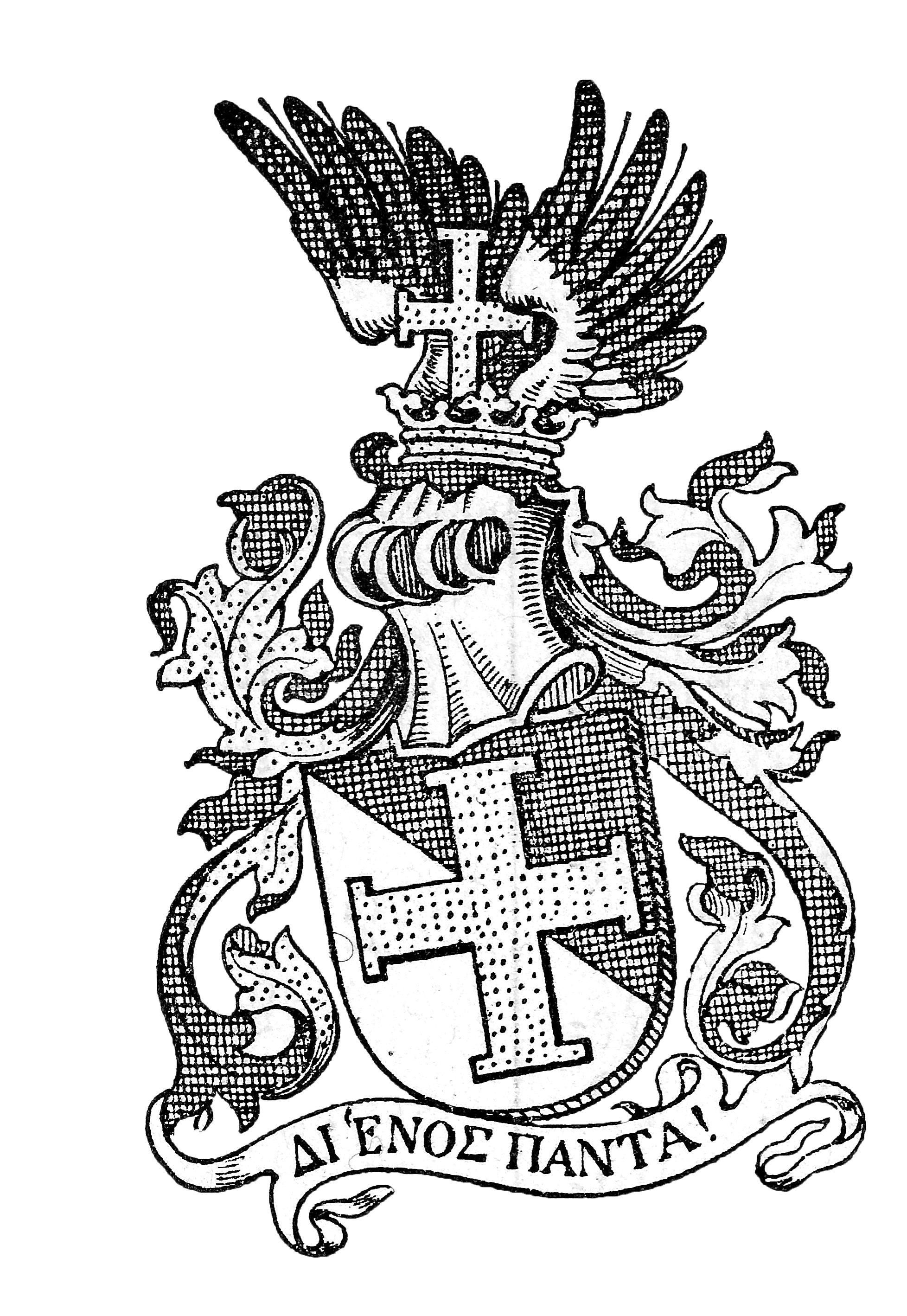
Wappenentwurf aus dem Jahr 1885 von Gotthold Sabel, 1885 vom Wingolfsbund als Bundeswappen angenommen

Seine Kenntnisse der Heraldik eignete sich Sabel im Selbststudium an. „Die [...] Arbeiten [...] zeichnen sich durch eine genaue Beobachtungsgabe, Sorgfalt bei der Deutung der Farbgebung, und eine scharfsinnige Interpretation des Sinngehaltes der Wappenbilder aus.“ Als Sabels wichtigste Arbeit gilt die Gestaltung der Wappen am und im Melanchthonhaus (Bretten). Nach seinen Entwürfen sind die Wappen an der Fassade, die die Lebensstationen von Philipp Melanchthon symbolisieren (Bretten, Pforzheim, Heidelberg, Tübingen, Wittenberg), und die Wappen an den Galerie-Erkern, die für die Herrschaftsgebiete Kurpfalz, Baden, Kursachsen und Preußen stehen, gestaltet. Im sog. Städtezimmer entwarf er die 121 Städtewappen, die für die Städte stehen, mit denen Melanchthon in Briefwechsel stand. Am 19. Oktober 1903 wurde Sabel von Großherzog Friedrich I. von Baden zum Ritter I. Klasse des Zähringer Löwenordens erhoben. Das Datum der Ordensverleihung und der Eröffnungsfeierlichkeiten des Melanchthonhauses vom 19. bis 21. Oktober 1903 stehen in offensichtlichem Zusammenhang.
Durch die Beschäftigung mit der Heraldik war es naheliegend, dass Sabel auch Interesse an der Siegelkunde fand. Er beschäftigte sich u. a. mit der Geschichte der Stadtsiegel von Zerbst, Ettlingen und Pforzheim.
Erwähnenswert ist auch der Entwurf eines Wappens für den Wingolfsbund, das von diesem im Jahr 1885 als Bundeswappen angenommen wurde und bis heute Verwendung findet. In Bamberg, wo Sabel 20 Jahre lang lebte und auch verstarb, bemühte er sich nicht nur um die Erhaltung einer Vielzahl von Wappen, sondern setzte sich insbesondere mit den Wappen von Stadt und Bistum Bamberg auseinander. Seine Entwürfe und Siegelsammlung erwarb nach seinem Tod der Historische Verein Bamberg. Sie sind im Stadtarchiv bzw. der Staatsbibliothek Bamberg zugänglich.

## Ehrungen
- Ritter I. Klasse des Ordens vom Zähringer Löwen

## Veröffentlichungen
- Die Wappen der "Stadt" und des "Bistums" Bamberg. In: Bericht über das Wirken des Historischen Vereines zu Bamberg. Band 60, 1899, S. 1–56.
- Historisch-heraldische und sphragistische Studien [handschr.:] 20 Proben aus der Zahl der 133 Originalentwürfe für die Wappen des Melanchthon-Gedächtnisbaus in Bretten; Wappen-Federzeichnungen und darnach ausgeführte Schnitzereien. Bamberg um 1900.
- Die Stadtsiegel und das Stadtwappen von Pforzheim. In: Pforzheimer Beobachter. Beiblatt Nr. 21–23 vom 25.–27. Januar 1900. Pforzheim 1900.
- Zur Geschichte des Zerbster Stadtsiegels. In: Mitteilungen des Vereins für Anhaltische Geschichte und Altertumskunde. Band 9. 1904, S. 527–531.
- Die Siegel und Wappen der Stadt Ettlingen. In: Der Deutsche Herold. Band 37. 1906, S. 146–148.